# Matsumurella parallela
Matsumurella parallela är en insektsart som beskrevs av Zhang och Dai 2005. Matsumurella parallela ingår i släktet Matsumurella och familjen dvärgstritar. Inga underarter finns listade i Catalogue of Life.